# 弗拉迪斯拉夫二世
弗拉迪斯拉夫二世（捷克語：Vladislav II./I.，約1110年—1174年1月18日）。普熱米斯爾王朝的波希米亞公爵（1140年－1158年）及波希米亞國王（稱弗拉迪斯拉夫一世，1158年－1172年）。波希米亞公爵弗拉迪斯拉夫一世之子，前任公爵索別斯拉夫一世的侄兒。

## 即位
索別斯拉夫一世在世期間，弗拉迪斯拉夫二世沒有繼承爵位的機會，所以他移居巴伐利亞。1140年，索別斯拉夫一世逝世，本來已安排其長子弗拉迪斯拉夫繼承爵位，弗拉迪斯拉夫於1138年的皇室會議中，賦予他的長子弗拉迪斯拉夫繼承波希米亞的權利。但是弗拉迪斯拉夫二世卻在妻舅神聖羅馬帝國皇帝康拉德三世（弗拉迪斯拉夫二世的首任妻子巴本堡的格特魯德是同母異父妹妹）的幫助下得以繼承爵位。

## 在位期間
1147年，弗拉迪斯拉夫二世響應康拉德三世的號召參與第二次十字軍東征。德意志十字軍其後在小亞細亞被土耳其人擊潰，被逼回國。其後，神聖羅馬帝國皇帝紅鬍子腓特烈一世為了答謝弗拉迪斯拉夫二世於1154年出兵幫助他對意大利北方倫巴第諸城市的征戰，於1158年1月11日，推舉弗拉迪斯拉夫二世為波希米亞國王，稱弗拉迪斯拉夫一世。亦因此，弗拉迪斯拉夫一世積極參與腓特烈一世於1158年對米蘭公國及1161年、1162年及1167年對意大利的軍事入侵。弗拉迪斯拉夫一世委託他的弟弟耶姆尼采公爵迪莫庫里一世及兒子貝德日赫統率波希米亞軍參與征戰。
弗拉迪斯拉夫一世即位初期受到摩拉維亞的公爵們叛變，在位期間他逐漸收回他們的領土。
1172年，為了其子貝德日赫能順利繼承爵位，弗拉迪斯拉夫一世在沒有得到神聖羅馬帝國的批准及國內貴族們的同意，私下退位讓及其子貝德日赫繼承。貝德日赫只能堅守爵位少於一年，便被索別斯拉夫一世的兒子索別斯拉夫二世奪得爵位。
弗拉迪斯拉夫一世退位後，與其第二任妻子圖林根的朱迪思住在圖林根。他於1174年逝世。
| 弗拉迪斯拉夫二世 普熱米斯爾王朝出生于：約1110年逝世於：1174年1月18日 | 弗拉迪斯拉夫二世 普熱米斯爾王朝出生于：約1110年逝世於：1174年1月18日 | 弗拉迪斯拉夫二世 普熱米斯爾王朝出生于：約1110年逝世於：1174年1月18日 |
| 統治者頭銜                                                           | 統治者頭銜                                                           | 統治者頭銜                                                           |
| -------------------------------------------------------------------- | -------------------------------------------------------------------- | -------------------------------------------------------------------- |
| 前任： 叔父索別斯拉夫一世                                            | 波希米亞公爵 1140年－1158年                                          | 繼任： 成為國王                                                      |
| 前任： 自己                                                          | 波希米亞國王 1158年－1172年                                          | 繼任： 貝德日赫（稱公爵）                                            |